# Rodriguinho (calciatore 2004)
Rodriguinho, pseudonimo di Rodrigo Huendra Almeida Mendonça (Mineiros, 16 marzo 2004), è un calciatore brasiliano, centrocampista del San Paolo.

## Carriera
Rodriguinho ha fatto il suo debutto con il San Paolo l'8 luglio 2022 nella vittoria per 4-1 in Coppa Sudamericana contro l'Universidad Católica, incontro dove ha anche segnato la sua prima rete da professionista.
Due giorni più tardi ha esordito in Série A contro l'Atlético Mineiro ed il 17 agosto ha rinnovato fino al 2026.

## Statistiche

### Presenze e reti nei club
Statistiche aggiornate al 24 maggio 2025.
| Stagione        | Squadra         | Campionato      | Campionato | Campionato | Coppe nazionali | Coppe nazionali | Coppe nazionali | Coppe continentali | Coppe continentali | Coppe continentali | Altre coppe | Altre coppe | Altre coppe | Totale | Totale | Totale |
| Stagione        | Squadra         | Comp            | Pres       | Reti       | Comp            | Pres            | Reti            | Comp               | Pres               | Reti               | Comp        | Pres        | Reti        | Pres   | Reti   |        |
| --------------- | --------------- | --------------- | ---------- | ---------- | --------------- | --------------- | --------------- | ------------------ | ------------------ | ------------------ | ----------- | ----------- | ----------- | ------ | ------ | ------ |
| 2022            | San Paolo       | A1/SP+A         | 0+3        | 0          | CB              | 0               | 0               | CS                 | 1                  | 1                  | -           | -           | -           | 4      | 1      |        |
| 2023            | San Paolo       | A1/SP+A         | 0+11       | 0          | CB              | 1               | 0               | CS                 | 2                  | 0                  | -           | -           | -           | 14     | 0      |        |
| 2024            | San Paolo       | A1/SP+A         | 0+4        | 0          | CB              | 2               | 0               | CL                 | 1                  | 0                  | SB          | 0           | 0           | 7      | 0      |        |
| 2025            | San Paolo       | A1/SP+A         | 2+4        | 0          | CB              | 2               | 1               | CL                 | 0                  | 0                  | -           | -           | -           | 8      | 1      |        |
| Totale carriera | Totale carriera | Totale carriera | 24         | 0          |                 | 5               | 1               |                    | 4                  | 1                  |             | 0           | 0           | 33     | 2      |        |

## Palmarès
- Coppa del Brasile: 1

São Paulo: 2023
- Supercoppa del Brasile: 1

São Paulo: 2024